# Laigneville
Laigneville település Franciaországban, Oise megyében. Lakosainak száma 4846 fő (2022. január 1.). Laigneville Cauffry, Monchy-Saint-Éloi, Nogent-sur-Oise, Rousseloy és Saint-Vaast-lès-Mello községekkel határos.

## Népesség
A település népességének változása:
| Lakosok száma | 4243 | 4422 | 4633 | 4719 | 4712 | 4721 | 4722 | 4767 | 4846 |
|               | 2013 | 2015 | 2016 | 2017 | 2018 | 2019 | 2020 | 2021 | 2022 |